# 名探偵コナン ゼロの執行人
『名探偵コナン ゼロの執行人』（めいたんていコナン ゼロのしっこうにん）は、2018年4月13日に公開されたアニメ映画で、劇場版『名探偵コナン』シリーズの22作目にあたる。興行収入は91億8,000万円となり、6作連続でシリーズ最高興収を更新している。キャッチコピーは「それが、お前の真実か──」「真実を暴く者VS正義を貫く者 魂がぶつかり合う極秘任務（シークレットミッション）ミステリー」。

## 概要
本作は、前々作『純黒の悪夢』で劇場版に初登場した公安警察所属の安室透（降谷零）が2年ぶりにメインキャラクターとして登場し、爆破事件の容疑者として逮捕された毛利小五郎の無実を証明するため真実を追求する江戸川コナンの前に立ちはだかる、という正義をテーマとしたストーリーが描かれる。安室役の古谷徹はティザービジュアルの段階から江戸川コナン役の高山みなみ、毛利蘭役の山崎和佳奈、毛利小五郎役の小山力也と共にメインキャストとして記載され、舞台挨拶にも参加した。
警視庁捜査一課の管理官である黒田兵衛が本作で劇場版初登場を果たした。警視庁捜査一課のメンバー（目暮十三、佐藤美和子、高木渉、千葉和伸）、榎本梓、風見裕也は『純黒の悪夢』以来2年ぶりの登場となった。白鳥任三郎の登場は第18作『異次元の狙撃手』以来で、本作で4年ぶりに捜査一課メンバーが揃った。特に.5名の中で最も劇場版の登場から遠のいていた白鳥は、逮捕された小五郎の近況をコナン達に報告する役回りだったため、序盤から中盤までの出番が多かった。また、警視庁刑事部部長・小田切敏郎も第15作『沈黙の15分』以来7年ぶりに登場したが、本作での台詞はない。また、妃英理と栗山緑が第10作『探偵たちの鎮魂歌』以来12年ぶりに劇場版に登場。英理は第4作『瞳の中の暗殺者』以来18年ぶりにポスタービジュアルにも登場した。
公開直前の2018年4月7日には、本作のプレストーリーとなるテレビアニメ第898話「ケーキが溶けた！」が放送された。また、公開翌日の2018年4月14日と翌週の4月21日には本放送枠で妃英理が登場し、本作と同じく小五郎が容疑者になるエピソードである「容疑者・毛利小五郎」が再放送された。
本作は回想シーンを含め殺人事件は起きておらず、オリジナルキャラクターも1名、自殺したとされていたが生きていたため全員生存している。これは第16作『11人目のストライカー』以来6年ぶりである。
監督は『沈黙の15分』から前作『から紅の恋歌』まで7作連続で務めた静野孔文に代わり、『モブサイコ100』などの立川譲が務める。前作までの公開日は4月の土曜日となっていたが、本作以降は金曜日に公開される。
タイトルの漢字はそのまま読み、カタカナの当て字がない。このような例は、『業火の向日葵』以来3年ぶり、第1作『時計じかけの摩天楼』、第3作『世紀末の魔術師』、『瞳の中の暗殺者』と合わせて5作目となった。
オープニング映像の演出は前作の流れを汲んでいるが、工藤新一の登場シーン・背景・テロップが一新されている。また、今作ではコナンの次に毛利蘭と小五郎が同時に紹介されているとともに、安室や少年探偵団のメンバー（吉田歩美、小嶋元太、円谷光彦）のキャストがオープニングで初めて紹介された。なお、少年探偵団が終盤に活躍するのは、第5作『天国へのカウントダウン』、『11人目のストライカー』以来、6年ぶり3度目となったが過去の作品とは異なり、阿笠博士が作ったドローンを操縦して自分たちが何をしているかなどの認知は全く無い。エンドロールでは『純黒の悪夢』と同じくエピローグシーンを挿入している。
本作のガイドブックとなる「名探偵コナン シネマガジン2018」が2018年3月31日に発売され、小説版は小学館ジュニア文庫から2018年4月11日に発売された。また、本作が公開された後の2018年5月7日には、本作のガイドブックを兼ねている安室の特集本「名探偵コナン 安室透/バーボン/降谷零シークレットアーカイブスPLUS: 劇場版『ゼロの執行人』ガイド」が発売された。更に、2018年12月18日には、名探偵コナン初となる原画・設定資料集が発売された。
エピローグ後の次回作予告では、ビルの上に立つ怪盗キッドの姿が映し出され、「またお会いしましょう。夜空に浮かぶ船の上で。」とキッドが呟いた後、次回作の製作およびGW中の公開が決定した旨が告知された。のちに次回作は、怪盗キッドがメインとなり、シンガポールが舞台となる『紺青の拳』だと発表された。

## ストーリー
江戸川コナンら少年探偵団が阿笠博士が新たに開発した高性能ドローンの飛行テストに付き合っていた頃、テレビでは5月1日に東京サミットが開催される東京湾の統合型リゾート施設「エッジ・オブ・オーシャン」の特集や、同じ日に任務を終えて火星から帰還する大型無人探査機「はくちょう」の話題が放送されていた。コナンがテレビを見始めた瞬間、エッジ・オブ・オーシャンにある国際会議場で大規模な爆発があり、現場を警備していた警察官が数名死傷したという臨時ニュースが流れる。灰原はテレビで流れた現場の監視カメラの映像に、一瞬だけ安室透の姿があったとコナンに指摘する。
現場の状況から当初は事故と思われたが、警視庁公安部の風見裕也によって遺留品から採取された指紋が毛利小五郎のものと一致したことが報告され、小五郎は逮捕されてしまう。公安の強引な捜査に憤りを募らせるコナンは、安室に小五郎逮捕の証拠は公安による捏造ではないかと問い詰めるもはぐらかされる。その頃、妃英理のもとに弁護士の橘境子が現れ、小五郎の弁護を申し出る。
東京サミット当日、コナン達は公判前整理手続のために裁判所に向かい、警視庁で安室や風見と再会。安室が去った後、コナンは取り調べた男を自殺に追い込んだ過去が安室にあることを風見から聞かされる。
警視庁の捜査会議では、IPアドレスを隠して複数のコンピュータを経由して標的に不正アクセスを行うソフト「Nor（ノーア）」が、現場のガス栓の遠隔操作に使用されていたことが判明した。その直後、都内各所で電気製品が次々暴発・発火し、人々は大パニックに陥る。コナンはこの事件をIoTテロと考え、国際会議場の爆破も同じ手口で行われたと推理する。
その後、コナンは1年前の「NAZU不正アクセス事件」で安室に追い詰められ自殺を図った羽場二三一の存在を知る。犯人の真の目的が大型無人探査機「はくちょう」のカプセルを警視庁に落とすことだと知ったコナンと安室は、東京地検へと向かい犯人と対峙する。
一連のテロ事件の犯人は、国際会議場爆破事件を担当した公安部の日下部誠検事だった。公安に協力する民間人「協力者」だった羽場を自殺に追い込んだ公安警察への復讐を誓う日下部だが、死んだはずの羽場が警視庁の屋上に立っている映像を見せられ「はくちょう」のコードを自白。コナンは少年探偵団に博士のドローンを操作させ、警視庁へのカプセル衝突を食い止める。
だが危機は終わっておらず、カプセルの新たな落下予測地点が蘭達の避難先であるエッジ・オブ・オーシャンである事が判明する。コナンは安室に協力を要請し、キック力増強シューズで放ったボールをカプセルにぶつけて衝突を阻止。コナンと「協力者」安室透の手によって、一連のテロ事件はようやく終息した。

## 登場人物

### レギュラーキャラクター
江戸川 コナン（えどがわ コナン）
声 - 高山みなみ
本作の主人公。本来の姿は「東の高校生探偵」として名を馳せている工藤新一だが、黒ずくめの組織に飲まされた毒薬・APTX4869の副作用で小学生の姿になっている。
公安警察によって不当に逮捕された小五郎の無実を証明するため、独自に調査を進める。
安室 透 / 降谷 零（あむろ とおる / ふるや れい）
声 - 古谷徹
本作のキーパーソンで、本名は降谷零。警察庁警備局警備企画課（ゼロ）の公安警察捜査官。黒の組織に潜入捜査して「バーボン」のコードネームを与えられており、3つの名前を使い分けている「トリプルフェイス」である。
「NAZU不正アクセス事件」の取り調べで拘置所内の被疑者を自殺に追いやった過去を持つことが判明する。
本作のプレストーリー（前日譚）にあたるテレビアニメ第898話「ケーキが溶けた！」にて、公安の仕事のためであることを伏せて「ポアロ」のアルバイトを休む旨を、「ポアロ」の店長と榎本梓に伝えている。
毛利 蘭（もうり らん）
声 - 山崎和佳奈
本作のヒロイン。新一の幼馴染かつガールフレンドで、関東大会で優勝するほどの空手の達人。
父・小五郎の無実を証明するため、母である弁護士の英理の手助けをしたり、新一に助けを求めたりしている。
毛利 小五郎（もうり こごろう）
声 - 小山力也
「眠りの小五郎」の異名で有名な私立探偵。蘭の父親でコナンの保護者。元警視庁捜査一課強行犯係の刑事。
エッジ・オブ・オーシャン爆破テロの容疑者として公安警察の捜査対象となり、公務執行妨害で逮捕される。
本作の前日譚にあたるテレビアニメ第898話「ケーキが溶けた！」にて、東京サミットに参加する旨を明かしている。
工藤 新一（くどう しんいち）
声 - 山口勝平
コナンの本来の姿で高校生探偵。
本作での登場は、蝶ネクタイ型変声器の声とモノローグのみ。
灰原 哀（はいばら あい）
声 - 林原めぐみ
元黒の組織の一員かつAPTX4869の開発者で、コナンの正体を新一と知る数少ない人物の1人。本名は宮野志保。
コナンからの依頼で爆発物の破片を分析し特定する。また、少年探偵団のまとめ役として他のメンバーに指令を出している。
目暮 十三（めぐれ じゅうぞう）
声 - 茶風林
警視庁刑事部捜査一課強行犯捜査三係の警部。
小五郎を一方的に犯人と断定するような公安警察の捜査報告に疑問を投げかけるも、風見刑事に一蹴される。
阿笠 博士（あがさ ひろし）
声 - 緒方賢一
コナンの正体を新一と知る数少ない人物の1人で、発明家。
男のロマンを求めて発明した高性能のドローンが終盤で活躍する。
鈴木 園子（すずき そのこ）
声 - 松井菜桜子
蘭の同級生で親友。鈴木財閥の令嬢で、新一の幼馴染でもある。
小五郎が逮捕されて憔悴する蘭に付き添う。
吉田 歩美（よしだ あゆみ）、小嶋 元太（こじま げんた）、円谷 光彦（つぶらや みつひこ）
声 - 岩居由希子（歩美）、高木渉（元太）、大谷育江（光彦）
少年探偵団の3人。
阿笠の発明したドローンを灰原の指令で操縦し、何も知らずに事件解決に貢献することになる。
妃 英理（きさき えり）
声 - 高島雅羅
蘭の母親で小五郎の妻。「法曹界のクィーン」の異名で有名な敏腕弁護士。
公安警察によって不当に逮捕された小五郎の無実を証明するために奔走する。
風見 裕也（かざみ ゆうや）
声 - 飛田展男
警視庁公安部所属の公安警察捜査官で警部補。
劇場版としては前々作『純黒の悪夢』以来2度目の登場となる。
安室が「NAZU不正アクセス事件」の取調べで被疑者を自殺に追いやった過去を、事件名を伏せてコナンに打ち明ける。
榎本 梓（えのもと あずさ）
声 - 榎本充希子
毛利探偵事務所の下の階の喫茶店ポアロの店員。私立探偵（表向き）の安室透とは「ポアロ」の同僚。
「ポアロ」に来店する女子高生たちの間で「梓が安室に言い寄っている」というデマが炎上し、劇中では安室の言動を受けて大袈裟に周囲を警戒していた。
栗山 緑（くりやま みどり）
声 - 百々麻子
英理の秘書。
休暇を取っていたが、小五郎の逮捕という一大事に休暇を引き上げて戻って来る。
白鳥 任三郎（しらとり にんざぶろう）
声 - 井上和彦
警視庁捜査一課のキャリア組警部。
英理のサポーターとして捜査情報を共有する。
高木 渉（たかぎ わたる）
声 - 高木渉
警視庁捜査一課の刑事で巡査部長。佐藤刑事と両想いの恋愛関係。
コナンにテロの概要とその捜査情報を説明する。
佐藤 美和子（さとう みわこ）
声 - 湯屋敦子
警視庁捜査一課の刑事で警部補。高木刑事と交際中。
千葉 和伸（ちば かずのぶ）
声 - 千葉一伸
警視庁捜査一課の刑事で巡査部長。
小田切 敏郎（おだぎり としろう）
声 - なし
警視庁刑事部長。
捜査会議に姿を見せているだけで、台詞はない。
黒田 兵衛（くろだ ひょうえ）
声 - 岸野幸正
警視庁刑事部捜査一課管理官。階級は警視。警察庁から長野県警への出向を経て、松本 清長警視の後任として管理官に就任。本作が劇場版初登場となる。
捜査一課を統率して一連の事件の捜査会議を取り仕切る。

### オリジナルキャラクター
橘 境子（たちばな きょうこ）
声 - 上戸彩
小五郎の弁護を申し出てきた弁護士。29歳。
「ケー弁」と呼ばれるフリーランスの弁護士で、事務所は持たず、携帯電話一つで仕事を請け負う。「起訴されると、99.9%の確率で被疑者側が負ける」と言われている公安事件の担当が多く、実際に過去の裁判では全敗しているが、経験は豊富。
かつては事務所を構えていたが、事務員だった羽場がNAZU不正アクセス事件で逮捕された後に自殺した一件がきっかけで、事務所を閉じている。
羽場 二三一（はば ふみかず）
声 - 博多大吉
裁判官を志望していた司法修習生。非常に正義感が強い。
4年前の司法学校の修了式で、自身が裁判官不適格と判断されたことへの強い不満から教官に抗議し、修習生として罷免扱いとなったことで弁護士としての道も絶たれる。それ以来、司法関係者からは「自己顕示欲が強い要注意人物」と見なされていた。
かつては境子の弁護士事務所で事務員をしていたが、1年前NAZU不正アクセス事件で逮捕され、公安警察の取り調べを受けた後に自殺したと発表された。
岩井 紗世子（いわい さよこ）
声 - 冨永みーな
東京地検公安部の総括検事。40歳。
日下部とは同期で、1年前までは主任検事だったが、羽場が逮捕された事件をきっかけに統括検事に昇格した。
警視庁公安部の言いなりで、担当検事である日下部の主張を無視して小五郎を裁判にかけようとするが、IoTテロで胸ポケットにしまっていた携帯が爆発し、軽い火傷を負う。
日下部 誠（くさかべ まこと）
声 - 川島得愛
東京地検公安部の検事で、現在は岩井の部下。40歳。
法曹界では名の知れた敏腕検事で、公安事件の担当が少ない英理でも名前を知っているほど。その仕事の腕は確かで、過去の裁判では負けたことがない。
国際会議場爆破事件の担当検事となり、送検されてきた小五郎の取り調べを行う。検察の公安部が警察の公安部の言いなりになっている現状に不満を抱き、警視庁公安部に小五郎の容疑の追加調査を依頼するよう岩井に主張したが、一蹴されてしまう。
諸國 沙代子（しょこく さよこ）
声 - 諸國沙代子（読売テレビアナウンサー）
女性ニュースキャスター。26歳。
安村 直樹（やすむら なおき）
声 - 安村直樹（日本テレビアナウンサー）
男性ニュースキャスター。29歳。
総理大臣
声 - 浦山迅
首相官邸に設置された危機管理センターの設立者。
本作が公開された2018年4月の総理大臣は第98代・安倍晋三である（第4次安倍内閣）。
環境大臣
声 - 中友子
終盤の首相官邸での危機管理センターに関係閣僚として参加。
劇中では女性だが、映画公開当時の環境大臣は男性の中川雅治だった。
警備局担当審議官
声 - 私市淳
終盤の危機管理センターの緊急ミーティングに参加して、「はくちょう」の現状報告をした。
部下
声 - 志村知幸
安室（降谷）の部下で、風見と行動を共にした。
一課長
声 - 鳥海勝美
警視庁警備部警備第一課長。
記者
声 - 川原慶久
国際会議場爆破の臨時ニュースを読み上げた。
アナウンサー
声 - 岡村明美、西前忠久、利根健太朗、庄司宇芽香
「はくちょう」の帰還と、IoTテロの事件について報道した。

## スタッフ
- 原作 - 青山剛昌
- 監督・絵コンテ・演出 - 立川譲
- 脚本 - 櫻井武晴
- 製作 - 久保雅一、隅田壮一、今村司、中島一弘、大田圭二、鈴木義治
- 絵コンテ協力 - 寺岡巌、金井次朗、菅井嘉浩、許平康
- 演出 - 菅井嘉浩、平向智子、許平康、宇根信也、鎌仲史陽、重原克也
- キャラクターデザイン・総作画監督 - 須藤昌朋
- 作画監督 - 野武洋行、清水義治、堀内博之、岩井伸之、高橋成之、吉見京子、井元愛夕、とみながまり
- 作画監督補佐 - 本吉晃子、新谷憲、大高美奈、小野可奈子、佐々木恵子、三浦雅子、中島里恵、岩佐裕子
- アクション作画監督 - 金井次朗、寺岡巌、小澤和則
- イメージボード - loundraw
- 色彩設計 - 中尾総子
- 美術監督 - 福島孝喜、佐藤勝、石垣努
- 撮影監督・メインタイトルCGアニメーション - 西山仁
- CG監督 - 松倉大樹、小岩寛満
- 編集 - 岡田輝満
- 録音監督 - 浦上靖之、浦上慶子
- 音響効果 - 横山正和、横山亜紀、山田香織
- 音楽プロデューサー - 近藤貴郎
- 音楽 - 大野克夫
- ストーリーエディター - 飯岡順一
- マーチャンダイズ・ディレクター - 小沼俊
- 企画プロデュース - 浅井認、諏訪道彦、竹崎忠
- アニメーションプロデューサー - 三浦陽児
- プロデューサー - 米倉功人、近藤秀峰、石山桂一
- アニメーション制作 - TMS / V1 Studio
- 製作 - 「名探偵コナン」製作委員会（小学館、読売テレビ、日本テレビ、ShoPro、東宝、トムス・エンタテインメント）
- 特別協力 - hulu
- 配給 - 東宝

## 音楽

### 主題歌
「零 -ZERO-」
作詞・作曲・歌 - 福山雅治
2018年7月6日放送の『ミュージックステーション』にて地上波で初披露され、曲を紹介するVTRのナレーションを安室透の声優を務める古谷徹が担当した。また、12月31日には『第69回NHK紅白歌合戦』でも「2018スペシャルメドレー」の一環として歌唱された。『名探偵コナン』の関連楽曲が『紅白』で歌われたのは、これで2年連続となった。

### サウンドトラック

#### 収録曲
| 全作曲: 大野克夫 (★付きは宮澤謙編曲)。 |                                                               |       |                              |      |
| #                                      | タイトル                                                      | 作詞  | 作曲・編曲                   | 時間 |
| 1.                                     | 「イントロダクション」                                        |       | 大野克夫 (★付きは宮澤謙編曲) | 0:26 |
| 2.                                     | 「ドローンの詩」                                              |       | 大野克夫 (★付きは宮澤謙編曲) | 1:00 |
| 3.                                     | 「ニュースのジングル」                                        |       | 大野克夫 (★付きは宮澤謙編曲) | 0:04 |
| 4.                                     | 「エッジ・オブ・オーシャン」                                  |       | 大野克夫 (★付きは宮澤謙編曲) | 1:10 |
| 5.                                     | 「不穏サスペンス」                                            |       | 大野克夫 (★付きは宮澤謙編曲) | 0:35 |
| 6.                                     | 「★名探偵コナンメインテーマ（ゼロの執行人ヴァージョン）」     |       | 大野克夫 (★付きは宮澤謙編曲) | 2:17 |
| 7.                                     | 「はくちょうの帰還」                                          |       | 大野克夫 (★付きは宮澤謙編曲) | 1:36 |
| 8.                                     | 「捜査報告」                                                  |       | 大野克夫 (★付きは宮澤謙編曲) | 1:25 |
| 9.                                     | 「毛利探偵事務所」                                            |       | 大野克夫 (★付きは宮澤謙編曲) | 1:04 |
| 10.                                    | 「少年探偵団と阿笠博士」                                      |       | 大野克夫 (★付きは宮澤謙編曲) | 0:58 |
| 11.                                    | 「クイズ」                                                    |       | 大野克夫 (★付きは宮澤謙編曲) | 1:32 |
| 12.                                    | 「緊急逮捕」                                                  |       | 大野克夫 (★付きは宮澤謙編曲) | 1:34 |
| 13.                                    | 「証拠」                                                      |       | 大野克夫 (★付きは宮澤謙編曲) | 1:16 |
| 14.                                    | 「驚きの蘭」                                                  |       | 大野克夫 (★付きは宮澤謙編曲) | 0:40 |
| 15.                                    | 「境子の勝率」                                                |       | 大野克夫 (★付きは宮澤謙編曲) | 1:20 |
| 16.                                    | 「初めての尋問」                                              |       | 大野克夫 (★付きは宮澤謙編曲) | 0:38 |
| 17.                                    | 「紗世子の判断」                                              |       | 大野克夫 (★付きは宮澤謙編曲) | 1:30 |
| 18.                                    | 「公安警察」                                                  |       | 大野克夫 (★付きは宮澤謙編曲) | 1:14 |
| 19.                                    | 「コナンと安室」                                              |       | 大野克夫 (★付きは宮澤謙編曲) | 0:45 |
| 20.                                    | 「捜査資料」                                                  |       | 大野克夫 (★付きは宮澤謙編曲) | 0:32 |
| 21.                                    | 「着メロ」                                                    |       | 大野克夫 (★付きは宮澤謙編曲) | 0:16 |
| 22.                                    | 「紗世子の判断2」                                             |       | 大野克夫 (★付きは宮澤謙編曲) | 0:46 |
| 23.                                    | 「ゼロの追跡」                                                |       | 大野克夫 (★付きは宮澤謙編曲) |      |
| 24.                                    | 「安室と風見」                                                |       | 大野克夫 (★付きは宮澤謙編曲) | 0:53 |
| 25.                                    | 「水面の構図」                                                |       | 大野克夫 (★付きは宮澤謙編曲) | 1:21 |
| 26.                                    | 「多発事故」                                                  |       | 大野克夫 (★付きは宮澤謙編曲) | 1:23 |
| 27.                                    | 「混乱」                                                      |       | 大野克夫 (★付きは宮澤謙編曲) | 1:22 |
| 28.                                    | 「小雨のストーリー」                                          |       | 大野克夫 (★付きは宮澤謙編曲) | 0:48 |
| 29.                                    | 「ゼロのアクセス」                                            |       | 大野克夫 (★付きは宮澤謙編曲) | 1:02 |
| 30.                                    | 「新事実」                                                    |       | 大野克夫 (★付きは宮澤謙編曲) | 0:42 |
| 31.                                    | 「紗世子の結論」                                              |       | 大野克夫 (★付きは宮澤謙編曲) | 0:44 |
| 32.                                    | 「炎の恐怖」                                                  |       | 大野克夫 (★付きは宮澤謙編曲) | 0:22 |
| 33.                                    | 「不可解な出来事」                                            |       | 大野克夫 (★付きは宮澤謙編曲) | 1:57 |
| 34.                                    | 「スケボーダッシュ」                                          |       | 大野克夫 (★付きは宮澤謙編曲) | 0:25 |
| 35.                                    | 「コナンの推理展開」                                          |       | 大野克夫 (★付きは宮澤謙編曲) | 1:07 |
| 36.                                    | 「★走り出すコナン」                                           |       | 大野克夫 (★付きは宮澤謙編曲) | 0:54 |
| 37.                                    | 「非常事態」                                                  |       | 大野克夫 (★付きは宮澤謙編曲) | 1:07 |
| 38.                                    | 「即時退避」                                                  |       | 大野克夫 (★付きは宮澤謙編曲) | 1:53 |
| 39.                                    | 「少年探偵団ファンファーレ」                                  |       | 大野克夫 (★付きは宮澤謙編曲) | 0:12 |
| 40.                                    | 「走るコナンと安室」                                          |       | 大野克夫 (★付きは宮澤謙編曲) | 1:10 |
| 41.                                    | 「事件の手口」                                                |       | 大野克夫 (★付きは宮澤謙編曲) | 1:08 |
| 42.                                    | 「チェイシング・ゼロ」                                        |       | 大野克夫 (★付きは宮澤謙編曲) | 1:00 |
| 43.                                    | 「自供」                                                      |       | 大野克夫 (★付きは宮澤謙編曲) | 0:42 |
| 44.                                    | 「回想シーン」                                                |       | 大野克夫 (★付きは宮澤謙編曲) | 2:23 |
| 45.                                    | 「正義への思い」                                              |       | 大野克夫 (★付きは宮澤謙編曲) | 1:34 |
| 46.                                    | 「★安室サスペンス」                                           |       | 大野克夫 (★付きは宮澤謙編曲) | 2:23 |
| 47.                                    | 「★運命の再突入」                                             |       | 大野克夫 (★付きは宮澤謙編曲) | 2:23 |
| 48.                                    | 「境子の告白」                                                |       | 大野克夫 (★付きは宮澤謙編曲) | 1:51 |
| 49.                                    | 「安室の回想」                                                |       | 大野克夫 (★付きは宮澤謙編曲) | 1:02 |
| 50.                                    | 「激走ハイウェイ」                                            |       | 大野克夫 (★付きは宮澤謙編曲) | 2:11 |
| 51.                                    | 「★激走ハイウェイ2」                                          |       | 大野克夫 (★付きは宮澤謙編曲) | 0:27 |
| 52.                                    | 「★安室出動！」                                               |       | 大野克夫 (★付きは宮澤謙編曲) | 1:05 |
| 53.                                    | 「★名探偵コナンメインテーマ（ゼロの執行人フルヴァージョン）」 |       | 大野克夫 (★付きは宮澤謙編曲) | 2:20 |
| 54.                                    | 「平和の時」                                                  |       | 大野克夫 (★付きは宮澤謙編曲) | 1:11 |
| 合計時間:                              | 合計時間:                                                     | 62:30 |                              |      |

## 映像ソフト
2018年10月3日に発売され、初週売上はBDが約5万2000枚、DVDが約3万5000枚で総合部門の首位に輝いた。
豪華版にはシリーズ初のオーディオコメンタリーが収録されている。出演者は高山みなみ、山崎和佳奈、小山力也、古谷徹。

## プロモーション
本作では「ZERO MISSION PROJECT」と題し、日本中の「ZERO」に纏わるプロジェクトが展開された。2018年2月からは「極秘任務-SECRET MISSION-」プロジェクトも並行して展開された。
2017年11月29日発売の『週刊少年サンデー』2018年1号で本作の公開日とタイトルが発表され、同時にティザービジュアルも公開された。また、同年12月4日にはYouTubeにて特報映像が公開され、2018年1月17日には、キャラクターに加えて宇宙空間や人工衛星も描かれたポスタービジュアルが公開された。
ユニバーサル・スタジオ・ジャパンでは、本作のプロローグと位置付けられたリアル脱出ゲームが『名探偵コナン・ザ・エスケープ〜ゼロの序曲〜』（めいたんていコナン・ザ・エスケープ ゼロのプレリュード）のタイトルで、2018年1月19日から同年6月24日までの開催が予定されている。
2018年2月8日には、ゲスト声優に上戸彩と博多大吉が決定したことが発表された。上戸はテレビシリーズ第437話「上戸彩と新一 4年前の約束」以来、12年ぶりの『コナン』シリーズ出演となる。
2月10日より公開された4DX/MX4D版『純黒の悪夢』では、本作のスペシャルメッセージ映像が上映されている。
3月1日には、主題歌が福山雅治によって書き下ろされた楽曲「零 -ZERO-」であることが発表され、予告編も公開された。福山は『コナン』との初のタイアップであり、『業火の向日葵』以来3年ぶりのビーイングに所属していないアーティストによる主題歌起用となる。
3月1日に更新された「サンデーうぇぶり編集部」の公式Twitter上では、安室透の電話番号が流出したことが判明した。これは「極秘任務-SECRET MISSION-」の一環で、通称は「シークレット安室コール」。流出した電話番号にかけると、本作に纏わる重要なメッセージが聞けるというものになっている。また、電話をかけた一部の人には、安室本人から直接秘密の電話が折り返しかかってくるという企画も同時開催された。
3月10日未明（3月9日深夜）には、ゲスト声優に読売テレビアナウンサーの諸國沙代子が加わることが、同局の深夜番組『キューン！』で発表された。その翌週の同年3月17日未明（3月16日深夜）には、同番組のスタジオにコナンの着ぐるみが登場し、本作のアフレコ台本を諸國に手渡した。さらにその翌週の同年3月24日未明（3月23日深夜）には、前週に続いて登場したコナンの着ぐるみが持ってきたという形で、福山からのビデオメッセージが放送された。なお、その翌週の同年3月31日未明（3月30日深夜）には、諸國が劇場版イベントの司会を今年から担当することも発表された。同年4月7日未明（4月6日深夜）には、諸國がAPU MEGURO STUDIOを訪れて高木渉や浦上慶子による指導のもと、アフレコを行なう様子が放送された。
3月16日には、本作の特報映像に合わせてヒロインの毛利蘭がJK用語を連発する特別映像「蘭ちゃんだってJK」が公開された。
3月20日には、ゲスト声優の上戸彩と博多大吉による公開アフレコイベントが東京都内のスタジオで行われ、音痴で知られる大吉が主題歌「零 -ZERO-」を歌わされて苦笑する一幕もあった。
同日発売の『Sho-Comi』8号と4月5日発売の『Sho-Comi』9号では2号連続で「名探偵コナン」の付録が展開された。
3月23日発売の『CanCam』5月号の裏表紙には安室透が登場し、ロゴもコナン仕様になっている。
4月3日には東京国際フォーラムにて完成披露試写会が開催され、出演者や青山剛昌らが舞台挨拶を行なった。
4月7日からは、公開記念特番「上戸彩&博多大吉のトリプルフェイスを暴く!!」が各局で随時放送された。
翌8日には「極秘任務-SECRET MISSION-」の一環として、コナンの着ぐるみが渋谷警察署を訪れ、一日署長を務めた。
4月10日には「ZERO MISSION PROJECT」の一環として、NPO団体グリーンバードとコラボして、大阪の街のゴミを「ゼロ」にするゴミ拾い企画が実施された。
4月14日にはTOHOシネマズ日比谷にて公開記念舞台挨拶が開催され、出演者らがコナンの着ぐるみと共に登壇した。
4月18日発売の『週刊少年サンデー』21号の表紙イラストでは、青山の描き下ろしによりコナン・安室・福山が競演を果たしている。
4月21日には、広島グリーンアリーナにて行われた福山のライブ「FUKUYAMA MASAHARU WE'RE BROS. TOUR 2018」に、コナンの着ぐるみが登壇した。
5月11日には、本作と同時期に劇場公開されたアニメ映画『機動戦士ガンダム THE ORIGIN 誕生 赤い彗星』とのコラボレーションとして、同作に登場するアムロ・レイとシャア・アズナブルがコナンや安室と並ぶ描き下ろしポスターが公開された。
5月31日には、全国5劇場で応援上映が実施された。
6月1日には、新宿ピカデリーにて開催された『機動戦士ガンダム THE ORIGIN 誕生 赤い彗星』のフィナーレ舞台挨拶に登壇した古谷が、本作を話題にして会場を盛り上げる一幕もあった。
6月28日には、デジタルハリウッド大学・駿河台キャンパスにて公開講座「監督・プロデューサーが語る 映画『名探偵コナン ゼロの執行人』ができるまで」が開催され、本作から監督の立川譲やプロデューサーの諏訪道彦が登壇した。
10月19日から11月8日までは、期間限定で第20作『純黒の悪夢』以来2度目となる4Dアトラクション版が上映される予定で、入場者プレゼントとして「青山剛昌描き下ろし 安室透からの執行認定証」とビジュアルポストカードのセットが10万人限定で配布される。なお、同年10月19日にytvにて放送された『かんさい情報ネットten.』では4Dアトラクション版の特集が組まれ、劇場公開3週間前の最終チェックに出席した立川たちのコメントや、上映中の劇場内の様子が紹介された。

## 興行成績
全国384スクリーンで公開され、2018年4月14日と翌15日の初日2日間で観客動員数101万2,000人、興行収入12億9,600万円に達し、興行通信社の調査による映画観客動員ランキングで初登場第1位となったうえ、最終興行収入68億9,000万円の前作『から紅の恋歌』との初動興行収入の対比で100.7%を記録したほか、公開初日の4月13日から3日間の累計で観客動員数128万9,184人、興行収入16億7,113万6,900円となった。
公開2週目の週末となる2018年4月21日と翌22日の2日間では、観客動員数62万人、興行収入8億2,000万円を記録し、興行通信社の調査による映画観客動員ランキングで2週連続1位となった他、22日までの累計では観客動員数が247万5,903人、興行収入が32億3,312万8,800円を記録した。
公開3週目の週末となる2018年4月28日と翌29日の2日間では、観客動員数45万3,000人、興行収入6億1,000万円を記録し、興行通信社の調査による映画観客動員ランキングで3週連続1位となった他、5月1日までの累計では観客動員数が374万人、興行収入が48億円を記録した。なお、この週の観客動員ランキングには『アベンジャーズ/インフィニティ・ウォー』が2位に初登場しているが、この結果に日本国外では驚きの声が漏れている。
公開4週目の週末となる2018年5月5日と翌6日の2日間では、観客動員数41万8,000人、興行収入5億5,200万円を記録し、興行通信社の調査による映画観客動員ランキングで4週連続1位となった他、公開から4週の累計では観客動員数が479万6,522人、興行収入が62億2,251万5,600円を記録した。
公開5週目の週末となる2018年5月12日と翌13日の2日間では、観客動員数19万9,000人、興行収入2億7,700万円を記録し、興行通信社の調査による映画観客動員ランキングで5週連続1位となった他、公開から5週の累計では観客動員数が519万人、興行収入が67億円を記録した。
公開6週目の週末となる2018年5月19日と翌20日の2日間では、観客動員数16万1,000人、興行収入2億1,800万円を記録し、興行通信社の調査による映画観客動員ランキングで6週連続1位となった他、20日までの公開38日間の累計では観客動員数が552万6,858人、興行収入が72億176万3,500円を記録し、この時点で前作『から紅の恋歌』の興行収入68.9億円を超え、コナン映画歴代最高興行収入を更新した。
公開7週目の週末となる2018年5月26日と翌27日の2日間では、観客動員数13万人、興行収入1億8,000万円を記録し、興行通信社の調査による映画観客動員ランキングで7週連続1位となった他、5月28日までの累計では観客動員数が580万人、興行収入が75億7,000万円を記録し、コナン映画歴代最高興行収入の記録を伸ばした。
公開8週目の週末となる2018年6月2日と翌3日の2日間では、観客動員数8万7,000人、興行収入1億2,000万円を記録し、興行通信社の調査による映画観客動員ランキングでは『デッドプール2』と『50回目のファーストキス』に敗れて3位となったものの、累計では観客動員数が602万人、興行収入が78億円を記録し、コナン映画歴代最高興行収入の記録をさらに伸ばした。
公開9週目の週末となる2018年6月9日と翌10日の2日間では、映画観客動員ランキングで5位に後退したものの、累計興行収入が80億円を記録し、コナン映画歴代最高興行収入の記録をさらに伸ばした。
公開10週目の週末となる2018年6月16日と翌17日の2日間では、映画観客動員ランキングで7位へさらに後退したものの、累計興行収入が82億円を記録し、コナン映画歴代最高興行収入の記録をさらに伸ばした。
公開11週目の週末となる2018年6月23日と翌24日の2日間では、映画観客動員ランキングで5位にランクアップしたうえ、6月27日までの累計では観客動員数が641万9,003人、興行収入が83億8,878万円を記録し、コナン映画歴代最高興行収入の記録をさらに伸ばした。
公開12週目の週末となる2018年6月30日と翌7月1日の2日間では、映画観客動員ランキングで再び7位へ後退したものの、累計興行収入が84億5,000万円を記録し、コナン映画歴代最高興行収入の記録をさらに伸ばした。
公開13週目の週末となる2018年7月7日と翌8日の2日間では、映画観客動員ランキングで8位へさらに後退したものの、累計興行収入が85億円を突破し、コナン映画歴代最高興行収入の記録をさらに伸ばした。
公開14週目の週末となる2018年7月14日と翌15日の2日間では、映画観客動員ランキングで8位をキープしたうえ、累計興行収入が85億8,000万円を突破し、コナン映画歴代最高興行収入の記録をさらに伸ばした。
公開15週目の週末となる2018年7月21日と翌22日の2日間では、映画観客動員ランキングで10位へ後退したものの、2018年7月22日までの累計興行収入が86億3,000万円を突破し、コナン映画歴代最高興行収入の記録をさらに伸ばした。
また、4Dアトラクション版の上映開始から初めての週末となる2018年10月20日から翌21日の2日間では、映画観客動員ランキングで9位にランクインし、累計興行収入は10月23日時点で88.6億円となった。
さらに、2018年11月7日には累計興行収入が91億円となったことがトムス・エンタテインメントより発表された。その後、累計興行収入は同年11月末時点の情報で91.3億円、同年12月中旬時点の情報で91.8億円となり、日本映画製作者連盟の発表によって91.8億円で確定となった。

## 評価
ぴあの調査による初日満足度ランキングで満足度94.0を記録し、第1位となっている。
2018年11月27日、第43回報知映画賞でアニメ作品賞を受賞した。
2019年3月1日、第42回日本アカデミー賞で優秀アニメーション作品賞を受賞。

## 影響

### 安室透を100億の男に
本作をきっかけに安室透への女性人気に弾みがついた結果、「安室透（降谷零）を100億の男に」をスローガンに興行成績100億円超えを目指す動きが起きた。安室透にハマった女性ファンらは「安室の女」、本作を劇場で鑑賞する行為は「執行される」とファンの間で呼ばれた。本作の興行成績や動員数を上げるため55回以上劇場に通った女性ファンの様子が小学館の書籍『シン・浪費図鑑』に「安室透で浪費する女」と題して収録され、東宝の広報担当者のインタビューも特別掲載された。
東宝宣伝部で『劇場版名探偵コナン』広報を務めた青木郁弥と野口文子によると、この「100億の男」というパワーワードの出現は早く、2017年11月末の『ゼロの執行人』ティザーポスタービジュアル公開の時点ですでにSNSでは「安室透を100億の男にしなければ」とつぶやくファンがいたという。

#### 他作品への波及
本作の興行成績は91.8億円で最終確定となり、翌年公開の『紺青の拳』も「キッド&京極真は何億の男になるのか」と報じられたが93.7億円で最終確定となり、いずれも100億円の大台には届かなかった。しかし、本作における「安室透を100億の男に」運動は、劇場映画（特にアニメ映画）の日本における興行収入規模を表現する際に、劇中で最もフィーチャーされた男性キャラクターを映画作品の代名詞として扱う「○○億の男」ムーブメントの嚆矢となった。
2020年10月16日に公開された『劇場版「鬼滅の刃」無限列車編』の興行収入が100億円を突破した際、同作のメインキャラクター・煉獄杏寿郎にちなんだ「煉獄さん100億の男」がツイッターでトレンド入り。その後、同作の興行収入が100億円単位で増加する度に「煉獄さん200億の男」「煉獄さん300億の男」がトレンド入りしている。この動きにより同様の異名が付けられた既存の作品のキャラクターには、『千と千尋の神隠し』のハクに「308億の男」、『君の名は。』の立花瀧に「250億の男」、『ハウルの動く城』のハウルに「196億の男」などがある。
なお、本シリーズとしては2023年に公開された第26作『黒鉄の魚影』で初めて興行収入が100億円を突破し、同作のメインとなった灰原哀が上記に倣い「100億の女」と呼称された。

### 雑誌の品切れ・重版
安室効果は興行成績にとどまらず、安室が表紙を飾ったアニメ雑誌『アニメディア』2018年6月号が1981年の創刊以来2度目の重版の他、スピンオフ漫画『名探偵コナン ゼロの日常』の連載が開始された『週刊少年サンデー』2018年24号が品切れになり後日少年サンデーの公式アプリ『サンデーうぇぶり』にて無料で公開された。さらに、安室が表紙を飾った『週刊少年サンデーS』の2018年6月号と7月号が同誌では史上初の重版となった。

### 安室透グッズの好セールスと「降谷はんこ」の特需
2017年公開の『純黒の悪夢』のヒット時点で、すでに安室透のぬいぐるみ「あむぬい」は赤井秀一のぬいぐるみ「あかぬい」と合わせて数万円での闇取引も発生するほど高騰する程の人気があった。それにもかかわらず、本作で安室透関連グッズの売上やグッズのバリエーションは2017年より飛躍的に増加した。
中でも、安室の本名である降谷零の姓「降谷」は日本全国で約30人という珍しいものであるにもかかわらず、『ゼロの執行人』公開以降ハンコ屋での売上が上がって専用の注文フォームまで開設された。

## テレビ放送
| 回数 | 放送枠          | 放送形態       | 放送日        | 放送時間（JST） | 放送分数 | 平均世帯 視聴率 | 備考 |
| ---- | --------------- | -------------- | ------------- | --------------- | -------- | --------------- | --- |
| 1    | 金曜ロードSHOW! | 本編ノーカット | 2019年4月26日 | 21:00-23:14     | 134分    | 11.6%           | 地上波初放送。 なお、番組では放送時点で公開中の劇場版『紺青の拳』の情報も放送され、同作にゲスト出演している林修が出演した。 |